# Bogolep (Gončarenko)
Bogolep (světským jménem: Valerij Valerijovyč Gončarenko; * 4. prosince 1978, Svitlovodsk) je ukrajinský duchovní Ukrajinské pravoslavné církve Moskevského patriarchátu a metropolita oleksandrijský a svitlovodský.

## Život
Narodil se 4. prosince 1978 ve Svitlovodsku.
Roku 1996 dokončil střední školu a pokračoval ve studiu na Kirovohradské národní technické univerzitě. Zde získal magisterský titul z oboru financí. Od roku 2001 pracoval jako daňový inspektor daňové správy Kirovohradské oblasti.
Roku 2002 nastoupil na Poltavské duchovní učiliště. Dne 8. srpna 2004 jej biskup Pantelejmon (Romanovskyj) rukopoložil na diákona a 7. ledna 2005 na jereje.
Dne 24. dubna 2005 byl postřižen na monacha se jménem Bogolep a na Velikonoce 2006 byl povýšen na igumena.
Roku 2006 dokončil dálkové studium Kyjevského duchovního semináře. Od roku 2007 studoval na Kirovohradské národní pedagogické univerzitě psychologii.
Roku 2008 byl povýšen na archimandritu.
Dne 20. prosince 2012 jej Svatý synod Ukrajinské pravoslavné církve zvolil biskupem oleksandrijským a svitlovodským. Následující den byl oficiálně jmenován biskupem a 23. prosince proběhla jeho biskupská chirotonie. Hlavním světitelem byl metropolita kyjevský a celé Ukrajiny Volodymyr (Sabodan).
Dne 17. srpna 2019 byl povýšen na arcibiskupa a 17. srpna 2022 na metropolitu.